# 斡匝儿
斡匝儿，一作布匝儿汗、俄柴儿王，虎牙思人，蒙古帝国时期阿力麻里（今新疆霍城县西北）地区哈剌鲁部首领。
他以偷盗马匹、拦路抢劫起家，获当地部分人支持。不断以武力强占附近村落，进攻首镇阿力麻里，征服该地，并攻占普剌（不剌城）。多次击败西辽君主屈出律的进攻。成吉思汗西征时，遣使朝觐，自称臣仆，奏报屈出律行踪，被成吉思汗赏识。奉命与朮赤结为姻亲，他的一个儿子娶术赤的女儿为妻。后来亲自入觐成吉思汗。被屈出律的士兵在猎场上乘机擒获，押至阿力麻里城前，令他招降城内兵民，他的属下闭城抵抗。屈出律听说蒙古军逼近，撤退，将他在撤离巴拉沙衮途中斩杀。他的儿子昔格纳黑的斤继位，奉诏与朮赤之女成婚。